# Pteris australis
Pteris australis là một loài dương xỉ trong họ Pteridaceae. Loài này được Thouars mô tả khoa học đầu tiên năm 1827.
Danh pháp khoa học của loài này chưa được làm sáng tỏ. 